# بوب ليدجر
بوب ليدجر (بالإنجليزية: Bob Ledger)‏ هو لاعب كرة قدم بريطاني في مركز الوسط، ولد في 5 أكتوبر 1937 في تشترلي ستريت ‏ في المملكة المتحدة، وتوفي في 14 سبتمبر 2015 في دونكاستر في المملكة المتحدة. لعب مع أولدهام أثلتيك ونادي بارو ونادي مانسفيلد تاون وهدرسفيلد تاون.